# 烤肉季

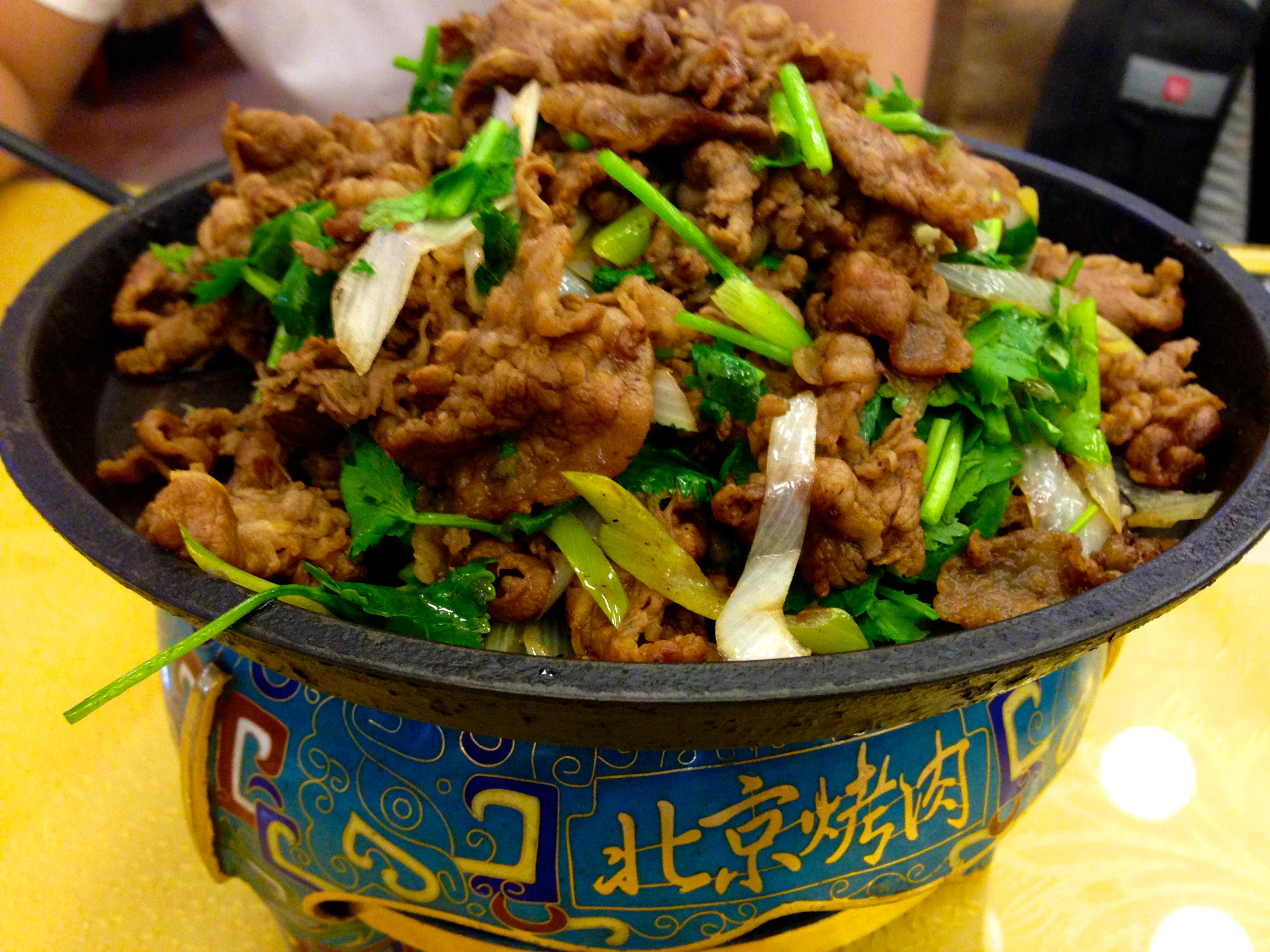
烤肉季的烤肉

烤肉季（カオロウジ、こうにくき、簡体字: 烤肉季）は、中国の北京市にあるハラールレストラン。清朝の道光28年（1848年）に季徳彬が創業した。中国を代表するモンゴル式焼肉の専門店で、中華老字号のひとつである。北京ローストラムとローストビーフを主に扱っている。ローストラムが有名。
清代の咸豊時代、季徳彬が初めて什刹海に来て、羊肉の丸焼きを売る屋台を出したと言われている。什刹海周辺には多くの宮殿があり、王子たちは子羊のローストを好み、特に醇親王載灃に愛されていた。1949年以降、「烤肉季」が拡大され、バーベキュー技術は中国の国家無形文化遺産に適用された。